# كنيسة مار جرجس (الكيمة)
كنيسة مار جرجس هي كنيسة قديمة، تقع في قرية «الكيمة» في وادي النصارى، في محافظة حمص، شاهدة على ماضي القرية وحاضرها، فجددت أكثر من أربع مرات، تتوضع في قمة تلة تشرف على القرية وعلى معظم قرى الوادي وسبب بنائها على تلك التلة يعود إلى الفينيقيين الذين بنو معبدهم الأول فيها لكي يراه كل من كان يسكن في المنطقة وبقيت في موقعها حتى الوقت الحاضر لنفس السبب.

## خلفية تاريخية
استلهمت اسمها من القديس جاورجيوس ليكون شفيعها، لم يُعرف العمر الحقيقي للكنيسة حيث بنيت فوق أنقاض معابد وكنائس قديمة، فكانت في البداية معبد فينيقي ثم تحولت إلى كنيسة سريانية بعد دخول المسيحية إلى المنطقة في القرن الرابع الميلادي، وبعده بنيت الكنيسة القديمة خلال الحكم العثماني وكانت تحت الأرض ثم هدمت بعد حريق شبّ فيها وأخيراً تم تجديد بنائها في 1991.
يقدر عمرها بألفي وخمسمائة عام حسب الدراسات التي قامت بها لجان مختصة عربية وأجنبية إضافة إلى مديرية أثار حمص والحجار السود الموجودة في ساحتها هي خير دليل على تاريخها لذلك تعد من أهم المناطق الأثرية والسياحية.

## وصف البناء
كانت جدران الكنيسة مبنية من الحجر الأسود البازلتي المنتشر بشكل كبير في المنطقة بسماكة بلغت المترين، أما سقفها فقد بني من الطين والتبن والحجارة بطريقة العقد، وهذا هو أسلوب البناء المنتشر في تلك الفترة وتشهد على ذلك بقايا الجدران المهدمة في ساحة الكنيسة.
كانت في الكنيسة القديمة معالم أثرية كثيرة منها الهيكل الذي بني من الخشب والذي يعود تاريخ صنعه إلى ستينيات القرن الماضي وكثير من الأيقونات القديمة التي لم يعرف تاريخها بشكل واضح، إلا أن عمرها يزيد عن الألف عام لكن بسبب تهدم الكنيسة ضاعت تلك الآثارات ولم يبق منها إلا أيقونتين وضعتا في الكنيسة ويوجد في ساحتها الكثير من الحجارة التي تعود إلى القرن الأول الميلادي ووضع الكثير منها في حائط الكنيسة القديمة.